# Sumpf-Fetthenne
Die Sumpf-Fetthenne oder Behaarte Fetthenne (Sedum villosum) ist eine Pflanzenart aus der Gattung der Fetthennen (Sedum) innerhalb der Familie der Dickblattgewächse (Crassulaceae). Sie ist in Deutschland vom Aussterben bedroht.

## Beschreibung und Ökologie

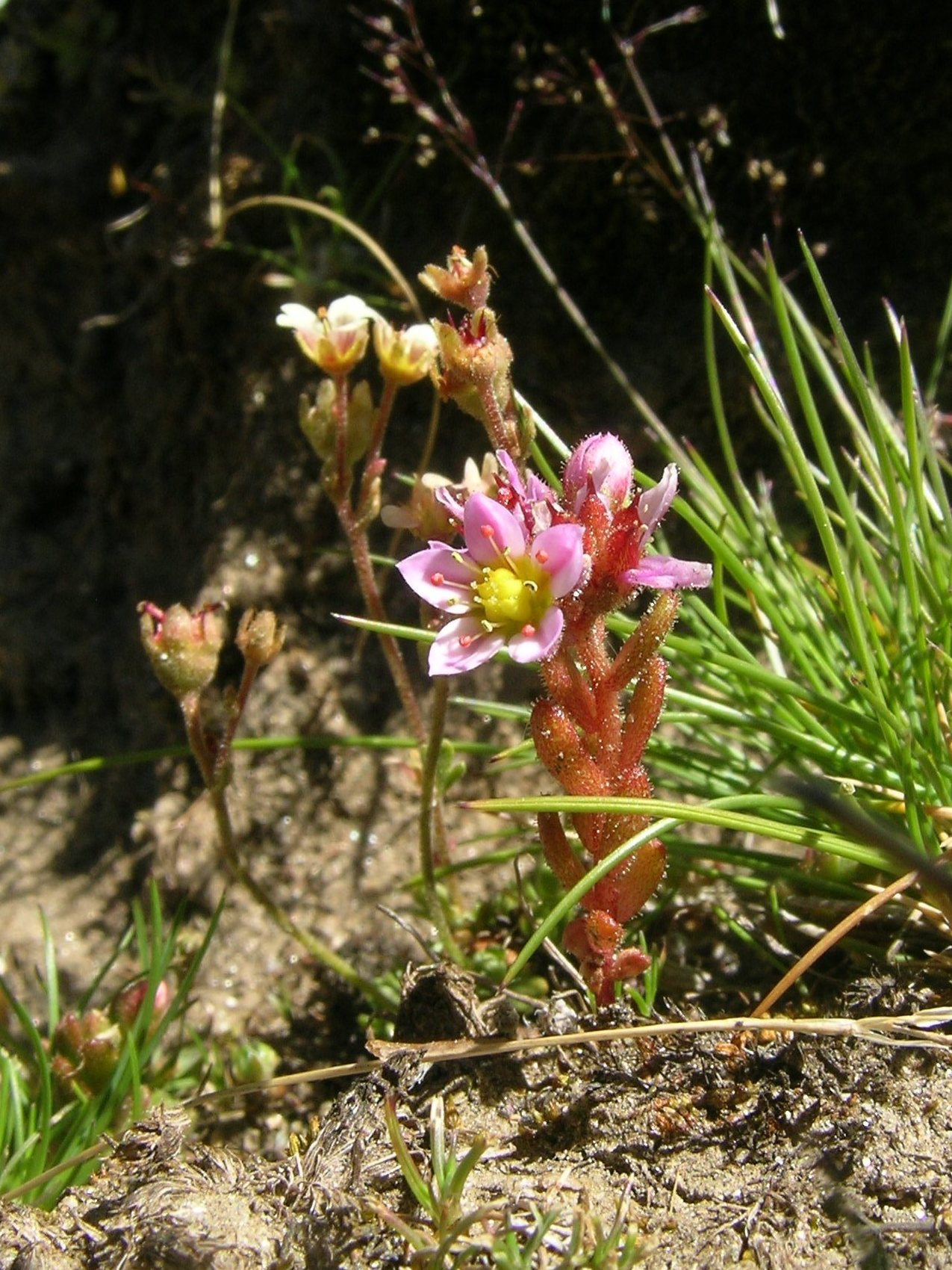
Habitus und Blüte

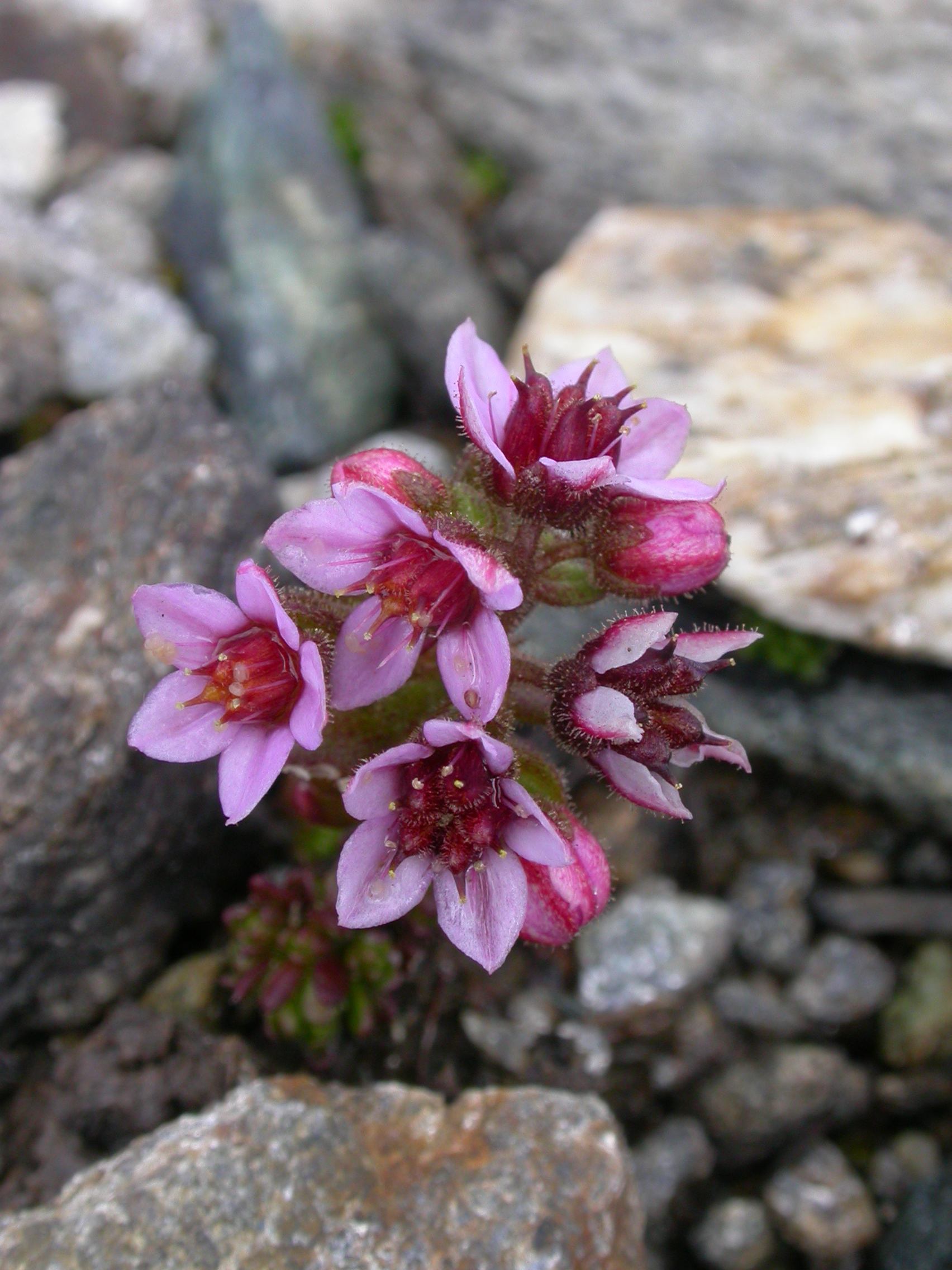
Blütenstand und radiärsymmetrische Blüten

### Vegetative Merkmale
Die Sumpf-Fetthenne ist ein meist einzeln wachsender, immergrüner, rosettenloser, meist zweijähriger, selten auch einjähriger oder ausdauernder, Hemikryptophyt, der Wuchshöhen von 5 bis 20 Zentimetern erreicht. Ein Pflanzenexemplar ist stark drüsig behaart und bildet oft kurze, sterile Seitentriebe aus.
Die Blätter sind wechselständig angeordnet. Die Blattspreite ist bei einer Länge von 3 bis 8 Millimetern pfriemlich, halbstielrund und am oberen Ende abgestumpft.

### Generative Merkmale
Die Blütezeit reicht von Juni bis Juli. Nur relativ wenige Blüten sind locker in einem doldentraubigen Blütenstand auf 3 bis 8 Millimeter langen Stielen angeordnet.
Die zwittrige Blüte ist radiärsymmetrisch und fünfzählig mit doppelter Blütenhülle. Die Kronblätter sind doppelt so lang wie die Kelchblätter, Die fünf rosafarbenen mit dunklerem Mittelnerv Kronblätter sind elliptisch, oft kurz bespitzt und manchmal drüsig behaart. Es sind selten fünf oder meist zehn Staubblätter vorhanden. Die Staubbeutel sind kurz, breit und rot.
Die fünf Balgfrüchte sind aufrecht und 4 bis 5 Millimeter lang.
Die Bestäubung der Blüten erfolgt durch Insekten. Die Ausbreitung der Samen erfolgt durch Insekten oder über Wasser.
Die Chromosomenzahl beträgt 2n = 30.

## Ökologie
Es findet vegetative Vermehrung statt durch Adventivsprosse, die sich in den Blattachseln bilden und später leicht abfallen.

## Vorkommen
Die Sumpf-Fetthenne kommt in sickernassen Quellfluren, Flachmooren, Grabenrändern, sowie nährstoffarmen Mooren und Moorwäldern vor. Sie meidet Kalk. Sie gedeiht auf offenen, sickernassen oder grundnassen, mäßig sauren, sandigen oder reinen Sumpfhumusböden oder Torfböden, auch auf nassem humosem Sand oder Stein. Sie ist eine Pionierpflanze. Besonders oft kommt sie vor an humosen, quelligen Stellen. Sedum villosum kommt in Pflanzengesellschaften des Verbands Cardamino-Montion oder in lückigen Gesellschaften der Klasse Scheuchzerio-Caricetea fuscae vor. Sedum villosum steigt im Engadin bis in Höhenlage von 2300 Metern, am Altmann im Säntisgebiet bis 2450 Metern auf und kommt im Kanton Wallis in Höhenlagen von 1400 bis 3020 Metern vor.
Das Verbreitungsgebiet umfasst die meridionale/submeridionale bis arktische Zone in Europa, Grönland und einem Teil des östlichen Nordamerika. Sedum villosum ist in Deutschland selten in den Alpen, im Alpenvorland, bei Kirchroth/Donau, im Süd-Schwarzwald, am Hohen Meißner, am Vogelsberg, in der Rhön und im Harzgrund bei Suhl zu finden. In Niedersachsen, Nordrhein-Westfalen, Rheinland-Pfalz, Brandenburg und Sachsen gilt sie als ausgestorben. Sedum villosum ist in zahlreichen Gebieten in Mitteleuropa stark zurückgegangen oder ganz verschwunden.
Die ökologischen Zeigerwerte nach Landolt & al. 2010 sind in der Schweiz: Feuchtezahl F = 4w+ (sehr feucht aber stark wechselnd), Lichtzahl L = 4 (hell), Reaktionszahl R = 3 (schwach sauer bis neutral), Temperaturzahl T = 2 (subalpin), Nährstoffzahl N = 2 (nährstoffarm), Kontinentalitätszahl K = 2 (subozeanisch).
Sedum villosum gilt als Pionierpflanze und kann durch extensive Mahd oder Beweidung in Verbindung mit Bodenverwundungen gefördert werden. Dies wird seit Jahrzehnten beispielsweise am einzig bekannten Standort in Thüringen praktiziert.